# Mathias Kellner

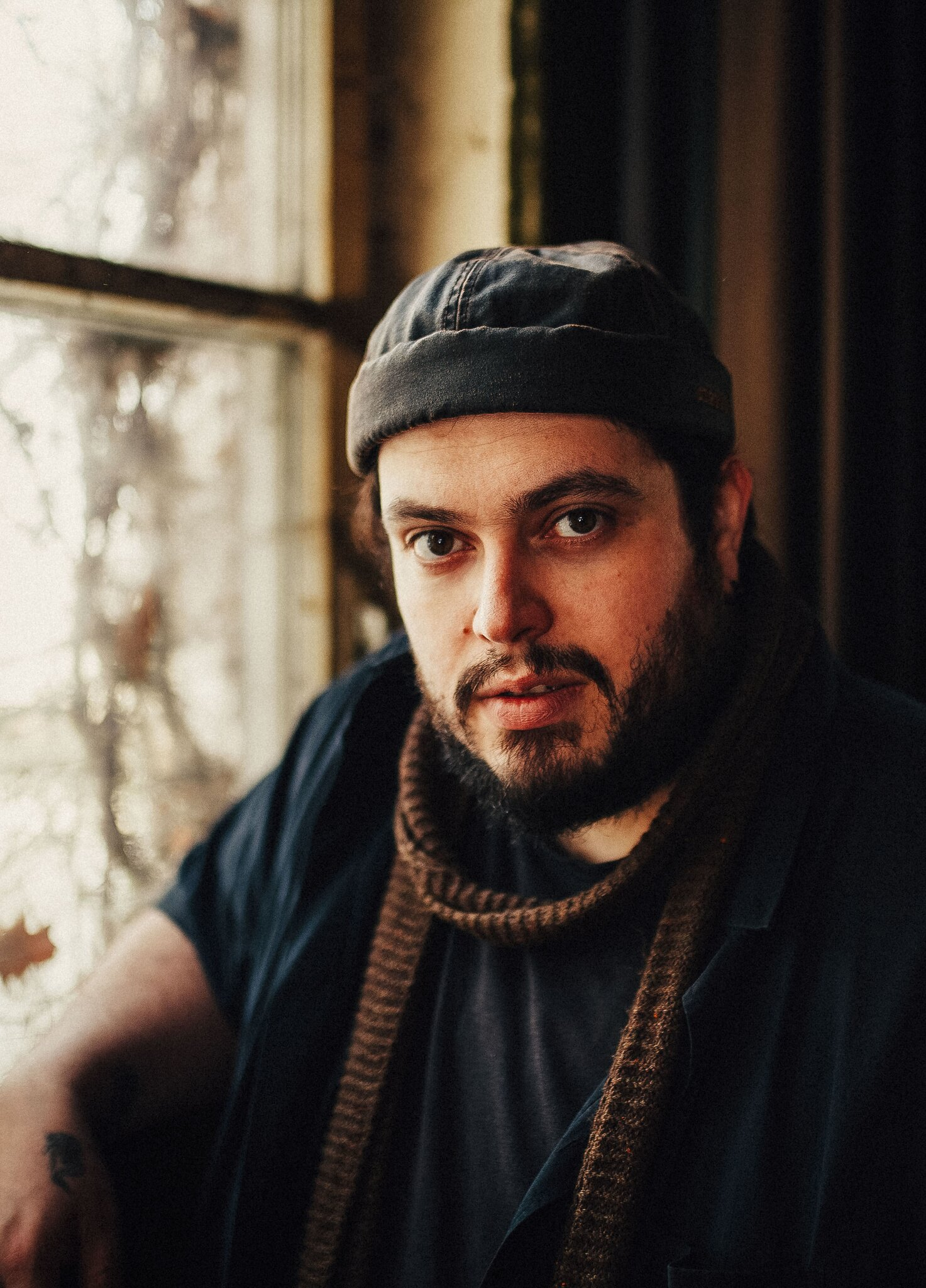
Mathias Kellner (2018)

Mathias Kellner (* 19. September 1984 in Straubing) ist ein deutscher Liedermacher, Zeichner und Kabarettist aus Niederbayern.

## Leben und Wirken

### Ausbildung und Beruf
Matthias Kellner erhielt im Alter von neun Jahren Gitarrenunterricht, spielte bald in verschiedenen Bands und übernahm auch oft die Rolle des Sängers. Nach Abschluss der Mittleren Reife erlernte er den Beruf des Schreiners, den er allerdings nicht ausübte. Er arbeitete nach der Lehre in verschiedenen Jobs, unter anderem als Gitarrenlehrer und begann regelmäßig aufzutreten.

### Musikalische Laufbahn
Im Jahr 2007 spielte er im Vorprogramm von Claudia Koreck, was ihn einem größeren Publikum vorstellte. Eine Deutschlandtour mit Katie Melua folgte ein Jahr später. Kellner war mit der Kellner Band zudem als Vorband mit vielen Classic-Rock-Bands gemeinsam auf Bühnen unterwegs wie z. B. Uriah Heep, Foreigner, Status Quo, Manfred Mann’s Earth Band, The Sweet und Ten Years After.
Während dieser Zeit arbeitete Kellner an seinem Debütalbum This Ocean Life. Seine erste Single von diesem Album Bees in my Head erreichte einen Achtungserfolg im süddeutschen Raum. Das zweite Album Hey Dude erschien 2010 und beinhaltete die Hitsingle iSong, mit der Kellner auch über die Grenzen Bayerns bekannt wurde. Ein Jahr später folgte das Album The Road Sessions, das mit The Glow und Baptistina zwei erfolgreiche Singles beinhaltete. Beim Video zu Baptistina wirkte der Radiomoderator Matthias Matuschik mit, indem er als Kellner in Erscheinung trat.
Kellner wirkte bei den Soundtracks für Friendship!, Sommer in Orange, Zettl und Dampfnudelblues mit.
2014 veröffentlichte Kellner sein Soloalbum Hädidadiwari. Das Album beinhaltet erstmals Texte in bairischer Sprache. Der Titel Vielleicht vielleicht wurde als Single veröffentlicht und erhielt einiges an Radio-Airplay in Süddeutschland. Er absolvierte im selben Jahr eine Solotournee und spielte auf dem Heimatsound Festival im Passionstheater Oberammergau, sein dortiger Auftritt wurde live im Bayerischen Rundfunk übertragen. 2015 veröffentlichte Kellner seine zweite Solo-CD Zeitmaschin’. 2016 erschien Kellners drittes Mundart-Album Kettnkarussell mit einer anschließenden Tournee Kettnkarussell-Tour 16/17. Mit seiner englischsprachigen Band, die nun The Kellner Band heißt, veröffentlichte er 2017 die EP The Basement Tape, die sechs neue Songs beinhaltet. 2018 folgte das Album Tanzcafé Memory, das er als Fortsetzung seines Albums Zeitmaschin’ versteht. Bei der anschließenden Tour fügte Kellner erstmals auch kabarettistische Stücke in seine Liveshow ein.
Mit den Musikern Sebastian Horn und Otto Schellinger gründete Kellner im Frühjahr 2020 die Band d'BavaResi, die 2022 ihr erstes Album Bay. Hitz mit Witz veröffentlichte.
Seine beiden Coveralben Homeoffice und Homeoffice 2 (2020) beinhalten Coverversionen von u. a. Neil Young, The Bangles, Chris Whitley und Nancy Sinatra. Die nächste Veröffentlichung mit eigenen Liedern erschien 2021 mit der Blus'n EP. Mit Dark Side Of The Hawara erschien 2022 ein Album mit Austropop Liedern. Kellner interpretiert darauf Klassiker der österreichischen Musikgeschichte wie „Sandlerkönig Eberhard“ von der E.A.V. und „Die Omama“ von Ludwig Hirsch. 2023 veröffentlichte er die EP Bavarian Recordings Vol.1 auf der sich vier auf Bairisch übersetzte englischsprachige Lieder befinden. Außerdem erschien das Album Pflanzerl mit 10 neuen Liedern, die einzig mit Gesang und Gitarre eingespielt wurden.
Auf seinem YouTube-Kanal covert Kellner seit 2020 auch englischsprachige Lieder in von ihm selbst in bayrische Mundart übersetzten Versionen.

### Schauspiel und Musical
2012 gab Kellner sein Debüt als Schauspieler in der bayrischen Komödie Was weg is, is weg (Regie: Christian Lerch), für die er auch zusammen mit Jakob Ilja die Filmmusik schrieb. Bei der Neuauflage des Musicals Der Watzmann ruft von Wolfgang Ambros, Joesi Prokopetz und Manfred Tauchen übernahm Kellner 2018 die Rolle des ausgeschiedenen Wolfgang Ambros. Das Stück wurde zwei Wochen lang im Deutschen Theater München aufgeführt. Ein Jahr später wirkte Kellner in dem Musical abermals als Erzähler und Sänger mit, in einer Neuinszenierung von Sven Kemmler und Ecco Meineke. 2019 war er in einer kleinen Rolle in dem Eberhoferkrimi Leberkäsjunkie als Hot-Dog-Verkäufer zu sehen.

### Malerei
Kellner ist außerdem als Maler und Zeichner tätig. Er fertigte für mehrere seiner Alben und Veröffentlichungen die Covers an. Auch für andere Musiker wie Helga Brenninger und d'Bavaresi zeichnete er Coverartwork. Im Herbst 2023 erschien der erste Kalender mit Kellners Motiven.

## Diskografie

### Studioalben
- This Ocean Life (Südpol Records; 2009)
- Hey Dude (Südpol Records; 2010)
- The Road Sessions (Südpol Records; 2011)
- Kinda Wild (Südpol Records; 2013)
- Hädidadiwari (Südpol Records; 2014)
- Zeitmaschin’ (alpinrecords; 2015)
- Kettnkarussell (Südpol Records; 2016)
- Tanzcafé Memory (Südpol Records; 2018)
- Homeoffice (Südpol Records; 2020)
- Homeoffice 2 (Südpol Records; 2020)
- Blus'n EP (Südpol Records; 2021)
- Bay. Hitz mit Witz. Mit d'BavaResi (Südpol Records; 2022)
- Dark Side Of The Hawara (Südpol Records; 2022)
- Bavarian Recordings Vol.1 (Südpol Records; 2023)
- Pflanzerl (Südpol Records; 2023)
- Bavarian Recordings Vol 2 (Südpol Records; 2024)

### Livealben
- The Live Sessions (Südpol Records; 2011)
- Gsungene Gschichtn – Live (alpinrecords; 2016)
- No Sleep til' Ingolstadt  (Südpol Records; 2023)

### Singles
- Bees in My Head (2009)
- I Song (2010)
- Cotton Candy Lies (2010)
- The Glow (2011)
- Baptistina  (2011)
- Kinda Wild  (2013)
- Vielleicht vielleicht (2014)
- Wunderbar (2014)
- Kloana Bua (2015)
- Hauptsach (2016)
- Kettnkarussell (2016)
- De fadn Dog (2018)
- Des Liacht (2022)
- Da Doktor sogt (2023)

### Soundtracks
- Friendship! (2010)
- Sommer in Orange (2011)
- Zettl (2012)
- Was weg is, is weg (2012)
- Weida mitanand (2013)
- Dampfnudelblues (2014)

## Auszeichnungen
- 2007: Jugend-Kulturförderpreis des Bezirks Oberpfalz in der Kategorie Liedermacher (Sonderpreis)[23]
- 2019: Kleines Passauer Scharfrichterbeil[24]
- 2024: Bayrischer Dialektpreis des Bayerischen Staatsministeriums der Finanzen und für Heimat[24]